# Lycium petraeum
Lycium petraeum är en potatisväxtart som beskrevs av Feinbr. Lycium petraeum ingår i släktet bocktörnen, och familjen potatisväxter. Inga underarter finns listade i Catalogue of Life.